# 猪方
猪方（いのがた）は、東京都狛江市の町名である。現行行政町名上では猪方一丁目から四丁目。旧猪方村。狛江郵便局管区で郵便番号は201-0015。2024年1月現在の人口は3,399世帯6,603人。

## 地理

### 地勢
東京都の中央南部、多摩川中流北岸に位置する狛江市の南部に位置し、南側を多摩川が流れる。町西部に広い台地が、多摩川沿いの町南東部に沖積低地がそれぞれ広がる。台地と沖積低地の境は府中崖線（ハケ）であり、最大で2メートルほどの明確な比高差を認めるが、東に向かうほど比高差は小さくなり境目が曖昧となる。
現在の猪方の範囲にある台地上は原始よりヒトの活動場所として利用された。そのため原始時代から平安時代にかけての遺跡が点在している。特に古墳時代に造営された古墳は狛江古墳群の一部をなし猪方支群を構成する。狛江古墳群は3つの支群に属する100基ほどの古墳で構成される群集墳であるが、現存古墳は少なく、猪方には前原塚古墳と猪方小川塚古墳が現存するのみである。
猪方は、過去猪方村として成立し、狛江村の発足により狛江村猪方となった後、1963年に狛江第一中学校や千町耕地の付近にあった猪方の飛地が境界域の地域と整理されて現在の形がほぼ完成し、1982年11月1日に猪方として住居表示が実施された。なお、狛江市における地域の分類では、猪方単体で猪方地区を成す。現在では北から時計回りに東和泉、岩戸南、駒井町、多摩川を隔てて川崎市多摩区宿河原、川崎市多摩区登戸の各地域と接している。

### 災害
域内に多摩川が流れており、狛江市ハザードマップによると、全域が最大3m以上の浸水危険エリアに含まれている。令和元年東日本台風が来た際には、2丁目の38棟が床下浸水、64棟が床下浸水した。

### 小中学校の学区
各地域の学区は以下の通りである。
| 町丁目     | 番地            | 小学校         | 中学校         |
| ---------- | --------------- | -------------- | -------------- |
| 猪方一丁目 | 全ての番地      | 狛江第三小学校 | 狛江第二中学校 |
| 猪方二丁目 | 01番地 - 04番地 | 狛江第三小学校 | 狛江第二中学校 |
| 猪方二丁目 | 05番地 - 26番地 | 狛江第六小学校 | 狛江第二中学校 |
| 猪方三丁目 | 01番地 - 11番地 | 狛江第三小学校 | 狛江第二中学校 |
| 猪方三丁目 | 12番地 - 41番地 | 狛江第六小学校 | 狛江第二中学校 |
| 猪方四丁目 | 全ての番地      | 狛江第六小学校 | 狛江第二中学校 |

## 歴史

### 中世
かつて現在の猪方一丁目から四丁目の大半と駒井町一丁目の一部には、猪方村が置かれていた。文化14（1817）年に、松平定信の「万葉集」東歌の一首「多麻河伯爾左良須氏豆久利左良左良爾奈仁曾許能児己許太可奈之伎」が刻まれた玉川碑が建てられたが、文政12（1829）年の洪水で流失。大正11（1922）北部の現中中和泉四丁目に再建された。

## 人口
2020（令和2）年10月1日現在の人口と世帯数は以下のとおりである。
| 丁目       | 人口（人） | 世帯数（世帯） |
| ---------- | ---------- | -------------- |
| 猪方一丁目 | 1,089      | 591            |
| 猪方二丁目 | 1,607      | 761            |
| 猪方三丁目 | 2,688      | 1,415          |
| 猪方四丁目 | 1,272      | 645            |
| 合計       | 6,656      | 3,412          |

## 交通

### 鉄道
地内に駅はなく小田急電鉄和泉多摩川駅が最寄り駅となる。ただし一丁目の一部からは狛江駅の方か近い。

### 道路
猪方地区を通過する主な道路は以下の通り。
- 水道道路
- 猪駒通り
- 二中通り
- 猪方中通り

### 路線バス
いずれも小田急バス狛江営業所による運行。
猪駒通り経由
- 狛11　狛江駅南口 - 和泉多摩川駅 - 猪方四丁目 - 猪方 - 駒井 - 喜多見住宅

- こまバス　狛江駅北口 → 和泉多摩川駅 → 猪方四丁目 → 南部地域センター → 岩戸地域センター → 喜多見駅 → 狛江駅北口

水道道路経由
- 狛12　狛江駅南口 - 猪方中通り入口 - 狛江第二中学校 - 狛江第三小学校 - 荒玉水道 - 宇奈根

## 施設
- 調布警察署猪方交番
- 狛江市立狛江第三小学校
- 狛江市立狛江第二中学校
- 南部地域センター
- 和泉自動車教習所
- 白幡菅原神社
- 猪方小川塚古墳
- 宿河原堰堤